# Палеоарт

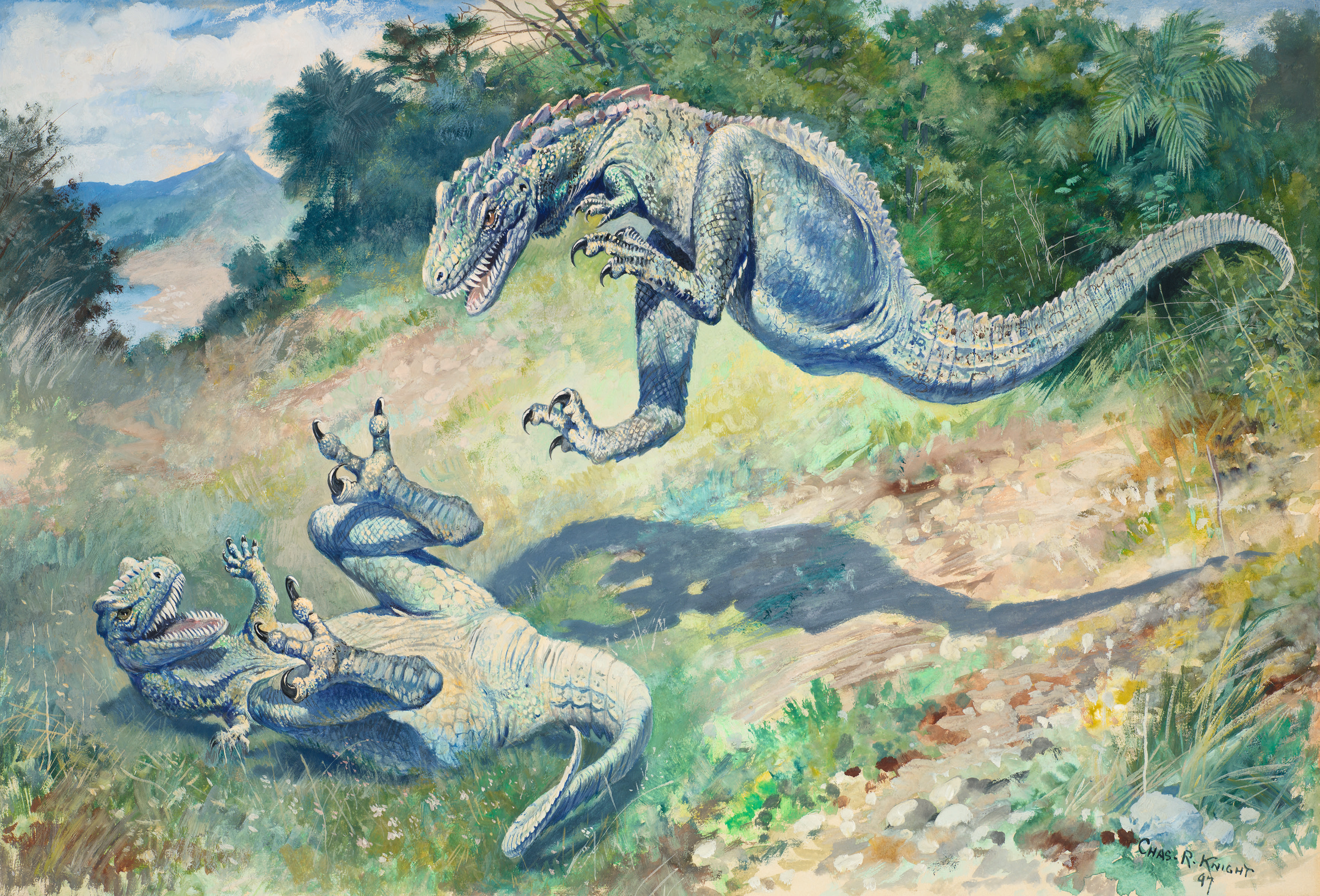
«Стрибаючі лаелапи», 1897 р.

Палеоарт або палеомистецтво (англ. paleoart чи англ. palaeoart) — будь-який оригінальний художній твір, який намагається зобразити доісторичне життя згідно з науковими фактами. Твори палеоарту можуть бути зображеннями викопних решток або уявними зображеннями живих істот та їхніх екосистем. Хоча палеомистецтво зазвичай визначається як науково обґрунтоване, воно часто є основою зображень доісторичних тварин у популярній культурі, що, своєю чергою, впливає на суспільне сприйняття та підігріває інтерес до цих тварин. Слово «палеомистецтво» також використовується в неформальному значенні, як назва доісторичного мистецтва, найчастіше печерних малюнків.
Термін «палеомистецтво», що є телескопією з дав.-гр. παλιό, палео, що означає «старий» та «мистецтво», був запроваджений наприкінці 1980-х років Марком Галлеттом для позначення мистецтва, що зображує предмети, пов'язані з палеонтологією, але вважається, що мистецька практика зародилася в Англії ще на початку 1800-х років. Старіші твори можливого «прото-палеомистецтва», що свідчать про давні знахідки скам'янілостей, можуть датуватися ще 5 століттям до нашої ери, хоча зв'язок цих давніх картин з відомими скам'янілостями є спекулятивним. Твори мистецтва пізнього середньовіччя Європи, що зазвичай зображують міфічних істот, більш правдоподібно натхненні скам'янілостями доісторичних великих ссавців і рептилій, що були відомі з цього періоду.
Палеоарт виник як окремий жанр мистецтва з чітким науковим підґрунтям приблизно на початку 19 століття, паралельно з появою палеонтології як окремої наукової дисципліни. Ці ранні палеохудожники відновлювали скам'янілості, мускулатуру, зовнішній вигляд і середовище існування доісторичних тварин, спираючись на обмежені наукові уявлення того часу. Картини та скульптури середини 1800-х років були невіддільною частиною привернення уваги широкої громадськості до палеонтології, як, наприклад, знакові скульптури динозаврів з Кришталевого палацу, виставлені в Лондоні. Палеомистецтво розвивалося у своїх масштабах і точності паралельно з палеонтологією, а «класичне» палеомистецтво виникло на хвилі стрімкого зростання числа відкриттів динозаврів внаслідок розширення американських кордонів у ХІХ столітті. Палеохудожник Чарльз Р. Найт, який першим зобразив динозаврів як активних тварин, домінував у палеомистецтві до початку 1900-х років.
Сучасну епоху палеомистецтва приніс «Ренесанс динозаврів» — невелика наукова революція, що розпочалася на початку 1970-х років, коли динозаврів почали розуміти як активних, спритних істот, які, можливо, були теплокровними й, ймовірно, спорідненими з птахами. Ця зміна призвела до посилення акценту на точності, новизні та зосередженні на зображенні доісторичних істот як справжніх тварин, що нагадують живих тварин своїм зовнішнім виглядом, поведінкою та різноманітністю. «Сучасна» епоха палеомистецтва характеризується зосередженням на точності та розмаїтості стилів і образів, а також розвитком цифрового мистецтва та більшим доступом до наукових ресурсів і розгалуженої наукової та мистецької спільноти, що стало можливим завдяки Інтернету. Сьогодні палеоарт — це всесвітньо визнаний жанр наукового мистецтва, який є предметом міжнародних конкурсів і нагород, галерей, різноманітних книг та супутніх товарів.

## Історія

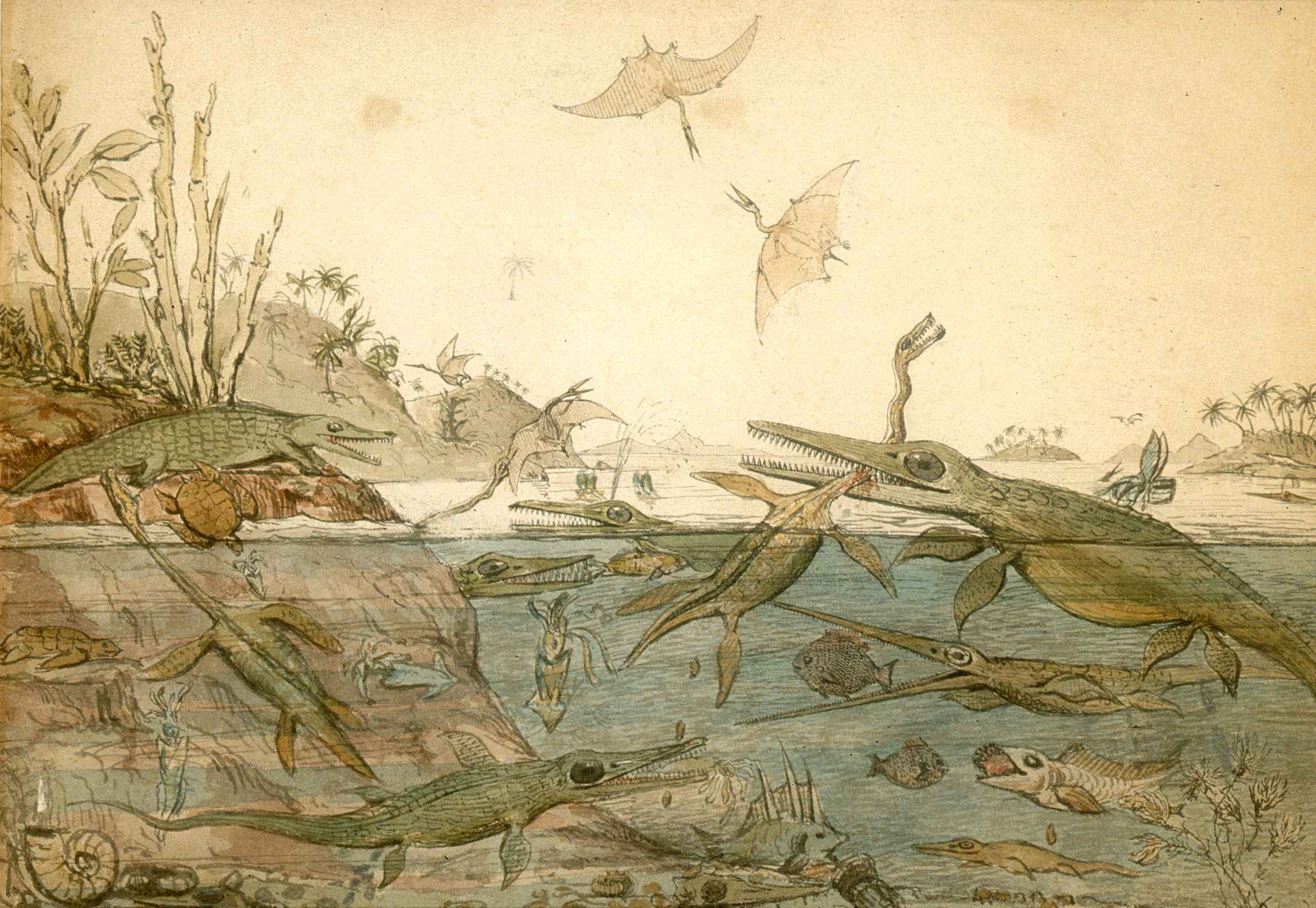
«Duria Antiquior, древніший Дорсет» акварель,, 1830, так званий «перший справжній палеоарт»

### «Прото-палеоарт» (до 1800)
Попри те, що слово «палеомистецтво» з'явилося відносно недавно, можна вважати, що практика відтворення доісторичного життя на основі реальних викопних решток зародилася приблизно в той же час, що й палеонтологія. Однак мистецтво на тематику вимерлих тварин існувало задовго до картини Генрі де ла Беша «Duria Antiquior» 1830 року, яку іноді вважають першим справжнім палеонтологічним витвором мистецтва. Ці старіші роботи включають ескізи, картини та детальні анатомічні реставрації, хоча зв'язок цих робіт зі спостережуваним викопним матеріалом є здебільшого спекулятивним. Наприклад, деякі дослідники вважають, що на коринфській вазі, розписаній десь між 560 і 540 роками до н.е., зображено викопний череп. Це так зване «Троянське чудовисько», з яким боровся міфологічний грецький герой Геракл, дещо нагадує череп жирафоподібного самотерія. Віттон зауважив, що оскільки картина має суттєві відмінності від черепа, який вона нібито зображує (відсутність рогів, гострі зуби), її необов'язково слід вважати «прото-палеомистецтвом». Інші вчені припускають, що стародавні скам'янілості надихнули греків на зображення грифонів, а міфічна химера, з анатомією лева і птаха, нагадує динозавра протоцератопса (дзьоб, роги, чотиринога будова тіла). Так само автори припускають, що величезний уніфікований носовий отвір у черепі викопних мамонтів міг надихнути на створення стародавніх творів мистецтва та історій про однооких циклопів. Однак ці ідеї ніколи не були належним чином обґрунтовані, а наявні докази були скупі та спиралися лише на усталені культурні інтерпретації цих міфічних постатей.

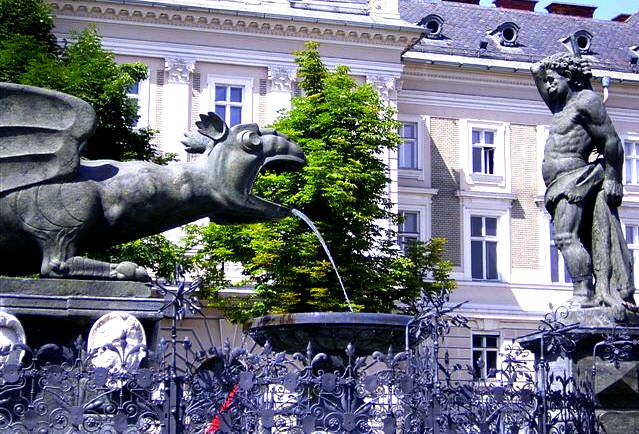
Клагенфуртський Ліндворм

Найдавніші вичерпні твори «прото-палеомистецтва», які однозначно зображують зовнішній вигляд викопних тварин, походять з Європи XV—XVI століть. Одним із таких творів є статуя Ліндворма Ульріха Фогельзанга у Клагенфурті, Австрія, що датується 1590 роком. Писання часів його створення конкретно вказують на череп Coelodonta antiquitatis, волохатого носорога, чий череп взяли за основу реставрації. Цей череп був знайдений у шахті або гравійному кар'єрі поблизу Клагенфурта в 1335 році й залишається на експозиції донині. Попри слабку схожість з черепом, про який йде мова, вважалося, що статуя Ліндворма майже напевно була натхненна знахідкою.
Німецький підручник «Mundus Subterraneus», написаний вченим Атанасієм Кірхером у 1678 році, містить низку ілюстрацій гігантських людей і драконів, які, можливо, були намальовані на основі тогочасних скам'янілостей, багато з яких походили з кар'єрів і печер. Деякі з них могли бути кістками великих плейстоценових ссавців, поширених у європейських печерах. Інші, можливо, базувалися на набагато давніших віднайдених скам'янілостях плезіозаврів, які, як вважається, створили унікальний образ дракона в цій книзі, що помітно відрізняється від класичних струнких, змієподібних драконів тієї епохи своїм бочкоподібним тілом і «веслоподібними» крилами. На думку деяких дослідників, такий різкий відхід від типового для того часу зображення дракона, яке, як вважається, було запозичене з Ліндворму, ймовірно, відображає появу нового джерела натхнення, такого як гіпотетична знахідка скам'янілостей плезіозаврів у кар'єрах історичної Швабії, що в Баварії.

### Ранній науковий палеоарт (1800—1890)

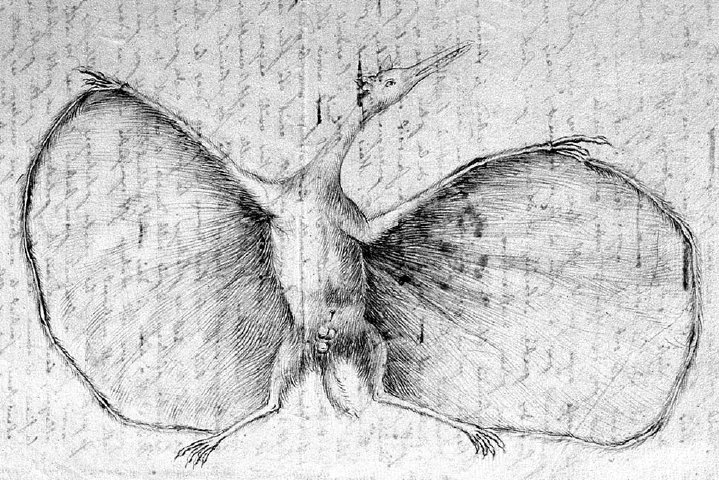
Інтерпретація Pterodactylus antiquus, Жан Герман, 1800 р.

На початку 19 століття з'явилися перші палеонтологічні малюнки, що мали чітке наукове підґрунтя, і ця поява збіглася з тим, що палеонтологію почали розглядати як самостійну галузь науки. Французький натураліст і професор Йоганн Герман зі Страсбурга, Франція, намалював те, що Віттон називає «найдавнішими відомими, незаперечними» зразками палеоарту в 1800 році. Ці ескізи, основані на першому відомому викопному скелеті птерозавра, зображують його як літаючого ссавця з хутром і великими зовнішніми вухами. Ці малюнки тушшю були відносно швидкими замальовками, що супроводжували його нотатки про скам'янілість, і, ймовірно, ніколи не призначалися для публікації, а про їхнє існування стало відомо лише відносно нещодавно з листування між художником і французьким анатомом бароном Жоржем Кюв'є.

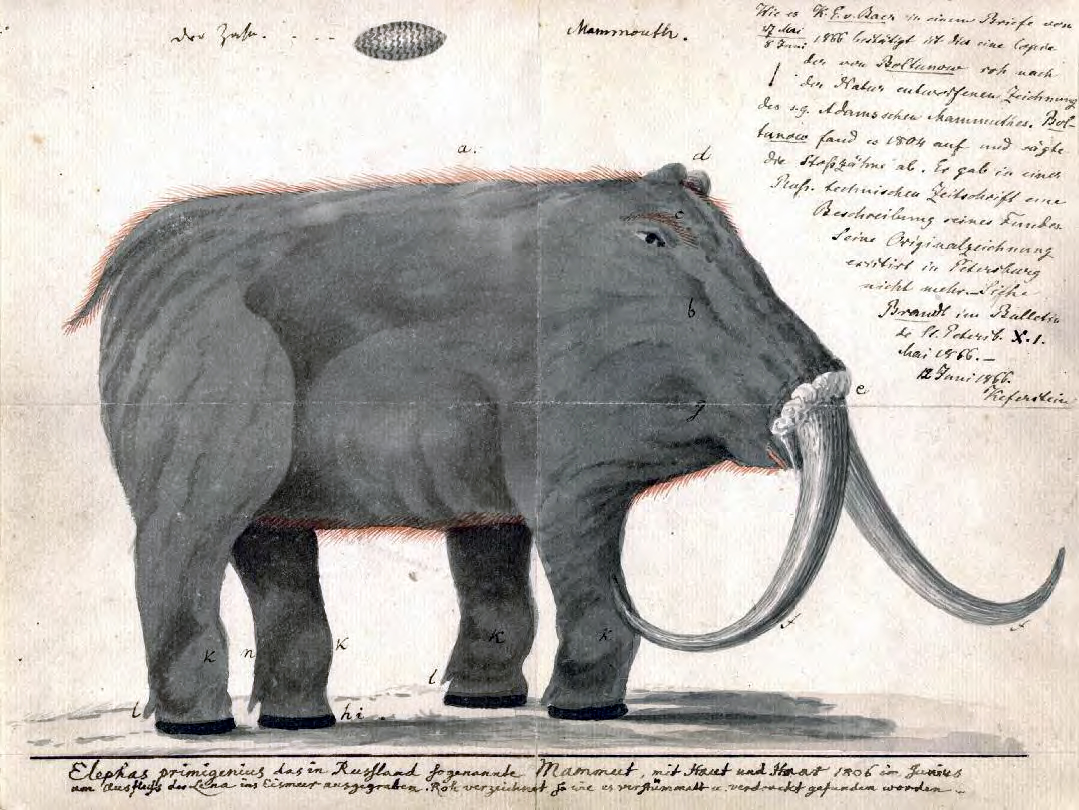
Реконструкція Р. Болтунова 1805 р., зроблена на основі замороженої туші мамута, яку він бачив у Сибіру

Так само приватні замальовки скам'янілостей мамонта, зроблені якутським купцем Романом Болтуновим у 1805 році, ймовірно, ніколи не призначалися для наукової публікації, але їхня функція — передати прижиттєвий вигляд тварини, бивні якої він знайшов у Сибіру і сподівався продати, — все ж робить їх одним із перших прикладів палеоарту у його сучасному сенсі. Замальовки Болтунова, на яких тварина була зображена без хобота і схожою на кабана, викликали достатній науковий інтерес до зразка, щоб малюнки пізніше були надіслані до Санкт-Петербурга і врешті-решт призвели до розкопок і вивчення решти екземплярів.

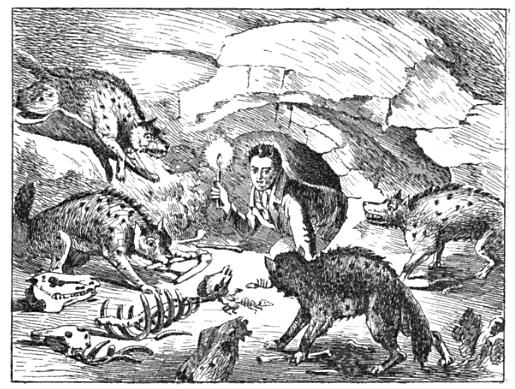
Карикатура В. Конібіра (1822 р.) на Вільяма Бакленда в лігві гієн, створена на честь новаторського аналізу скам'янілостей, знайдених їм у печері Кіркдейл

Кюв'є продовжував створювати власні реконструкції скелетів вимерлих ссавців. Деякі з них включали реконструкції з нанесеною на них мускулатурою, які на початку 1820-х років можна було вважати найпершими прикладами ілюстрацій м'яких тканин, нашарованих на скам'янілі скелети. Оскільки масштабні та детальні реконструкції скам'янілостей на той час з'являлися в тих самих публікаціях, що й ці скромні спроби відновлення м'яких тканин, історики припускають, що це було відображенням сорому та відсутності інтересу до палеомистецтва як занадто спекулятивного, щоб мати наукову цінність у той час. Контрастно до підходу Кюв'є виглядає карикатура, намальована геологом Вільямом Конібером у 1822 році. На карикатурі зображено палеонтолога Вільяма Бакленда, який входить до знаменитої британської печери Кіркдейл, відомої своїми рештками ссавців льодовикового періоду, повної викопних гієн, відновлених у плоті, — це перший відомий твір мистецтва, що зображує вимерлу тварину, відтворену в її давньому середовищі. Подібним кроком вперед було зображення драконоподібної тварини, що має представляти птерозавра Dimorphodon, який летить над узбережжям, авторства Джорджа Хоумана. Ця акварельна картина 1829 року була химерним твором, який, хоч і не був особливо науковим, був ще однією дуже ранньою спробою відновити викопну тварину у відповідному для неї середовищі існування.
У 1830 році британський палеонтолог Генрі Де ла Беш намалював першу «повністю реалізовану» палеокартину, що зображала доісторичних тварин у реалістичному геологічному середовищі. Ця акварельна картина під назвою «Duria Antiquior, древніший Дорсет» представляє сцену з раннього Юрського періоду в Дорсеті, багатому на скам'янілості регіоні Британських островів. Ця картина, базована на скам'янілостях, знайдених палеонтологинею Мері Еннінг на узбережжі Дорсету, демонструвала реалістичні аспекти вигляду, поведінки та оточення викопних тварин на рівні деталізації, реалістичності та точності, який був одним із перших у своєму роді. На цій акварелі зображені плезіозаври та іхтіозаври, які плавають і харчуються в природному середовищі. Поведінка цих морських рептилій, яка, будучи на той час невідомою, була заснована на поведінці живих морських тварин. Наприклад, один іхтіозавр намальований з відкритою пащею та збирається проковтнути рибу головою вперед, так само, як сучасна хижа риба проковтнула б іншу.

### «Класичний» палеоарт (1890—1970)

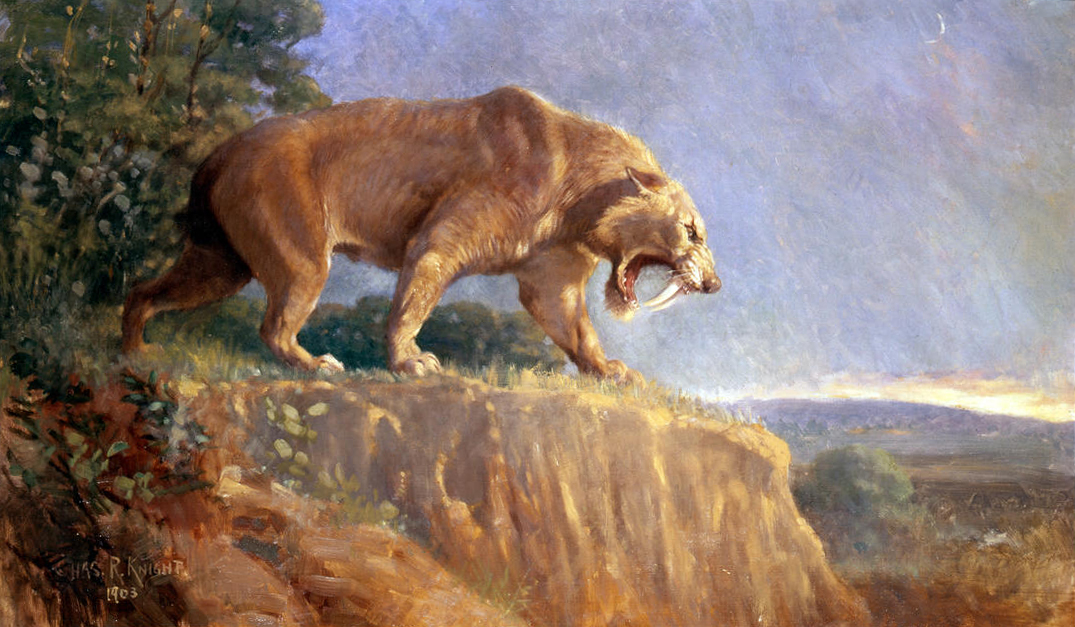
Смілодон, Чарльз Р. Найт (1903 р.)

З подальшим освоєнням Дикого Заходу США у другій половині ХІХ століття стрімко зростаюча кількість знахідок динозаврів у багатих на кістки пустелях американського Середнього Заходу та канадських нетрях принесла з собою відновлення інтересу до художніх реконструкцій палеонтологічних знахідок. У цей «класичний» період з'явилися Чарльз Р. Найт, Рудольф Цаллінгер і Зденек Буріан — три найвидатніші представники палеомистецтва того часу. У цей час динозаврів широко реконструювали як холоднокровних, повільних і неповоротких «Великих рептилій», від чого вони стали синонімом «еволюційної невдачі» у свідомості громадськості.

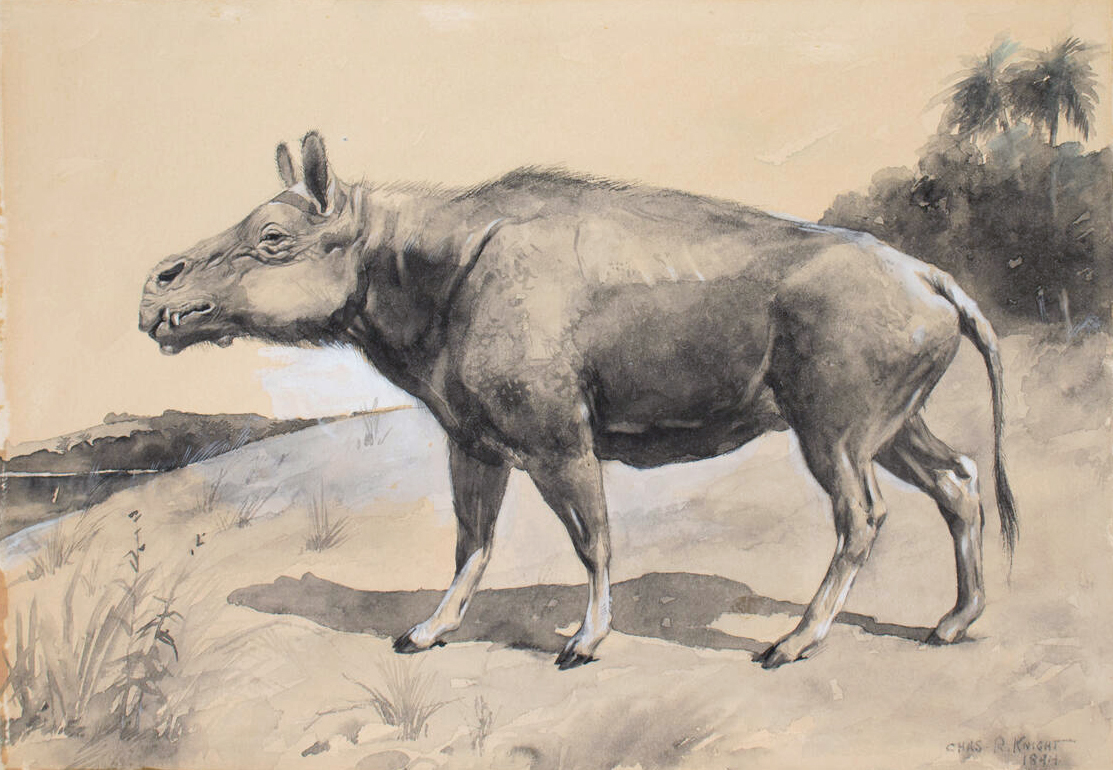
Ентелодон (тоді відомий як елотериум), перша реконструкція вимерлої тварини Чарльза Найта

Чарльз Найт, зазвичай, вважається однією з ключових фігур у палеомистецтві цього періоду. Його народження через три роки після публікації впливової праці Чарльза Дарвіна «Походження людини», а також «Кісткових воєн» між американськими палеонтологами-суперниками Едвардом Копом та Отніелем Маршем, що вирували в його дитинстві, відіграли роль в розвитку інтересу Найта до реконструкції доісторичних тварин. Початок роботи Найта у напрямі палеомистецтва почався із замовлення Джейкобом Вортманом у 1894 році картини вимерлої копитної тварини елотериума, яка мала супроводжувати виставку скам'янілостей в Американському музеї природознавства. Найт, який завжди вважав за краще малювати тварин з натури, застосував свої знання сучасної анатомії свиней для створення картини, яка так захопила Вортмана, що музей замовив Найту серію акварелей різних скам'янілостей, представлених в експозиції. Однією з найвідоміших робіт Найта є «Стрибаючі лаелапи», яку він створив для Американського музею природознавства у 1897 році. Ця картина була одним з небагатьох творів палеомистецтва, створених до 1960 року, на яких динозаврів зображено як активних, швидких істот, що передвіщало наступну еру палеонтологічних творів мистецтва, натхненних «Ренесансом динозаврів».
Перші зображення динозаврів у кіно, такі як фільм «Кінг-Конг» 1933 року та «Загублений світ» 1925 року, заснований на однойменному романі Артура Конан Дойла, значною мірою спиралися на картини динозаврів Найта, щоб створити відповідні моделі динозаврів, які були реалістичними для того часу. Художник спецефектів Рей Гаррігаузен продовжував створювати своїх кінодинозаврів на основі ілюстрацій Найта аж до шістдесятих років, зокрема для таких фільмів, як «Мільйон років до нашої ери» 1966 року та «Долина Гвангі» 1969 року.

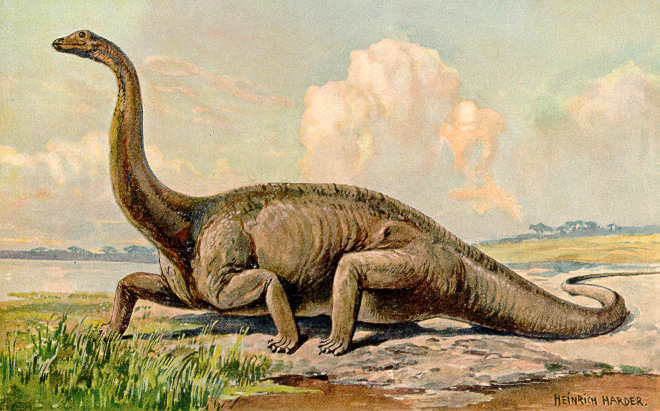
Диплодок, Генріх Гардер, бл. 1913 р.

Американський художник радянського походження Заллінджер почав працювати в Єльському музеї Пібоді, ілюструючи морські водорості приблизно в той час, коли Сполучені Штати вступили у Другу світову війну. Свій найвідоміший твір палеомистецтва, п'ятирічний проєкт фрески для Єльського музею Пібоді, він розпочав у 1942 році. Ця фреска під назвою «Ера рептилій» була завершена в 1947 році і стала втіленням тогочасного консенсусу про динозаврів в біології. Пізніше він завершив другу велику фреску для Пібоді — «Ера ссавців», яка розвинулася з картини, опублікованої в журналі «Life» в 1953 році.
Зденек Буріан, що працював у рідній Чехословаччині, наслідував школу Найта і Цаллінгера, увійшовши в контекст науково обґрунтованого палеомистецтва завдяки своїй великій серії ілюстрацій доісторичного життя. Буріан увійшов у світ доісторичної ілюстрації на початку 1930-х років з ілюстраціями до книг археолога-любителя Едуарда Шторха, дія яких відбувалася в різні доісторичні часи. Ці ілюстрації привернули увагу палеонтолога Йозефа Аугусти, з яким Буріан співпрацював з 1935 року до смерті Аугусти в 1968 році. Ця співпраця врешті-решт призвела до початку кар'єри Буріана в палеомистецтві. Деякі автори відзначають, що його палеоарт більш темний і зловісний, ніж у його сучасників, і припускають, що цей стиль сформувався під впливом досвіду Буріана у створенні творів мистецтва в його рідній Чехословаччині під час Другої світової війни, а згодом — під радянським контролем. Його зображення страждань, смерті та суворих реалій виживання, що стали темами його палеоарту, були унікальними на той час. Оригінали малюнків Буріана виставлені в зоопарку Двур Кралове, Національному музеї Праги та в музеї Антропос у Брно.

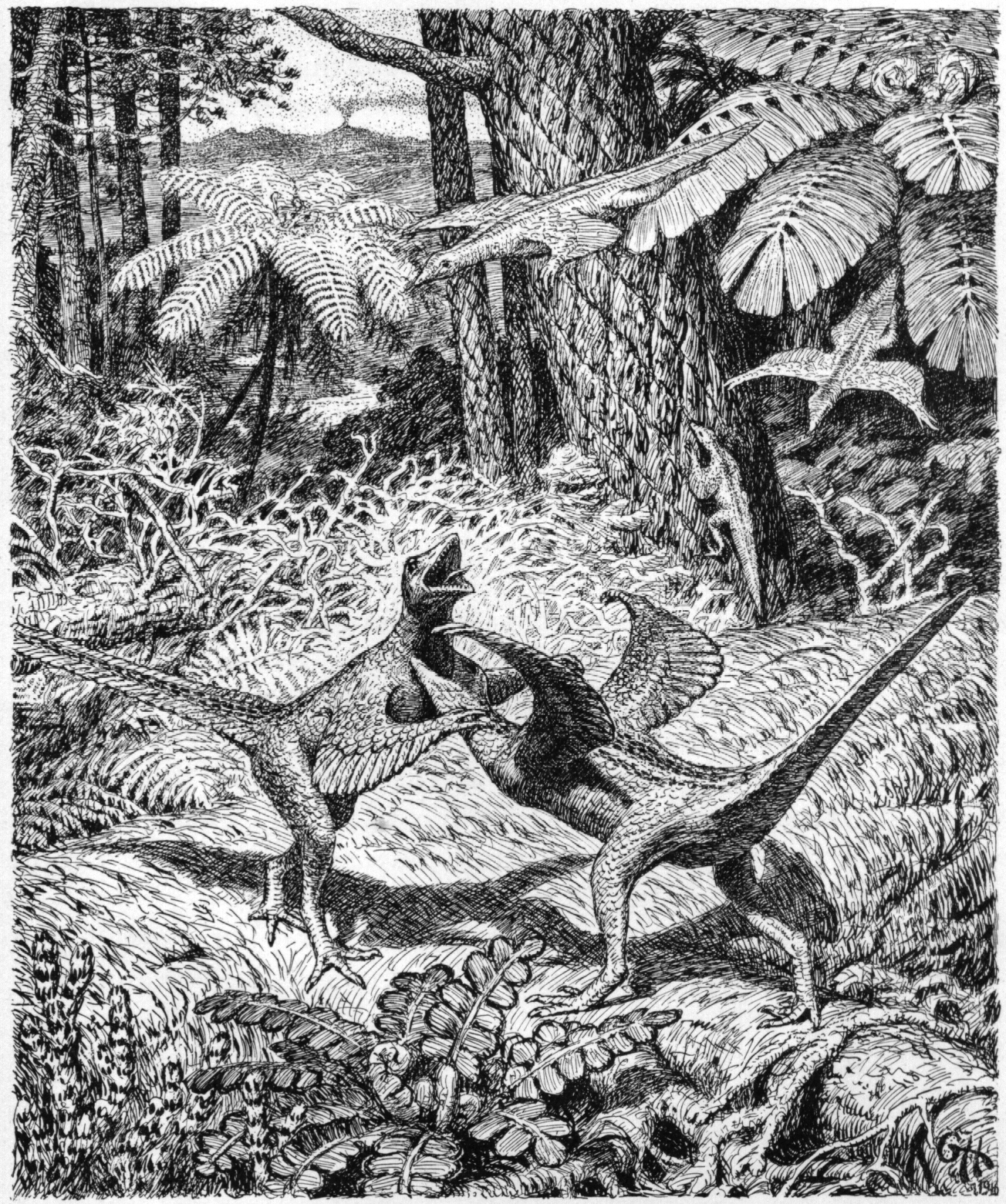
Гіпотетичний предок птахів Герхарда Гейльмана «проавіс» (1916)

Хоча Чарльз Найт, Рудольф Цаллінгер і Зденек Буріан домінували в «класичному» науковому палеомистецтві першої половини 20 століття, вони були далеко не єдиними палеохудожниками, що працювали в цей час. Німецький художник-пейзажист Генріх Гардер ілюстрував природничі статті, у тому числі серію супутніх статей науковця Вільгельма Бьольше про історію Землі для щотижневого журналу «Die Gartenlaube» у 1906—1908 роках. Він також працював з Бьольше над ілюстраціями до 60 колекційних карток динозаврів та інших доісторичних тварин для какао-компанії Reichardt під назвою «Tiere der Urwelt» («Тварини доісторичного світу»). Один із сучасників Гардера, данський палеонтолог Герхард Гейльман, створив низку ескізів і малюнків тушшю, присвячених археоптериксу та еволюції птахів, що зрештою вилились в щедро ілюстрований і суперечливий трактат «Походження птахів», опублікований у 1926 році.

### Ренесанс динозаврів (1970—2010)

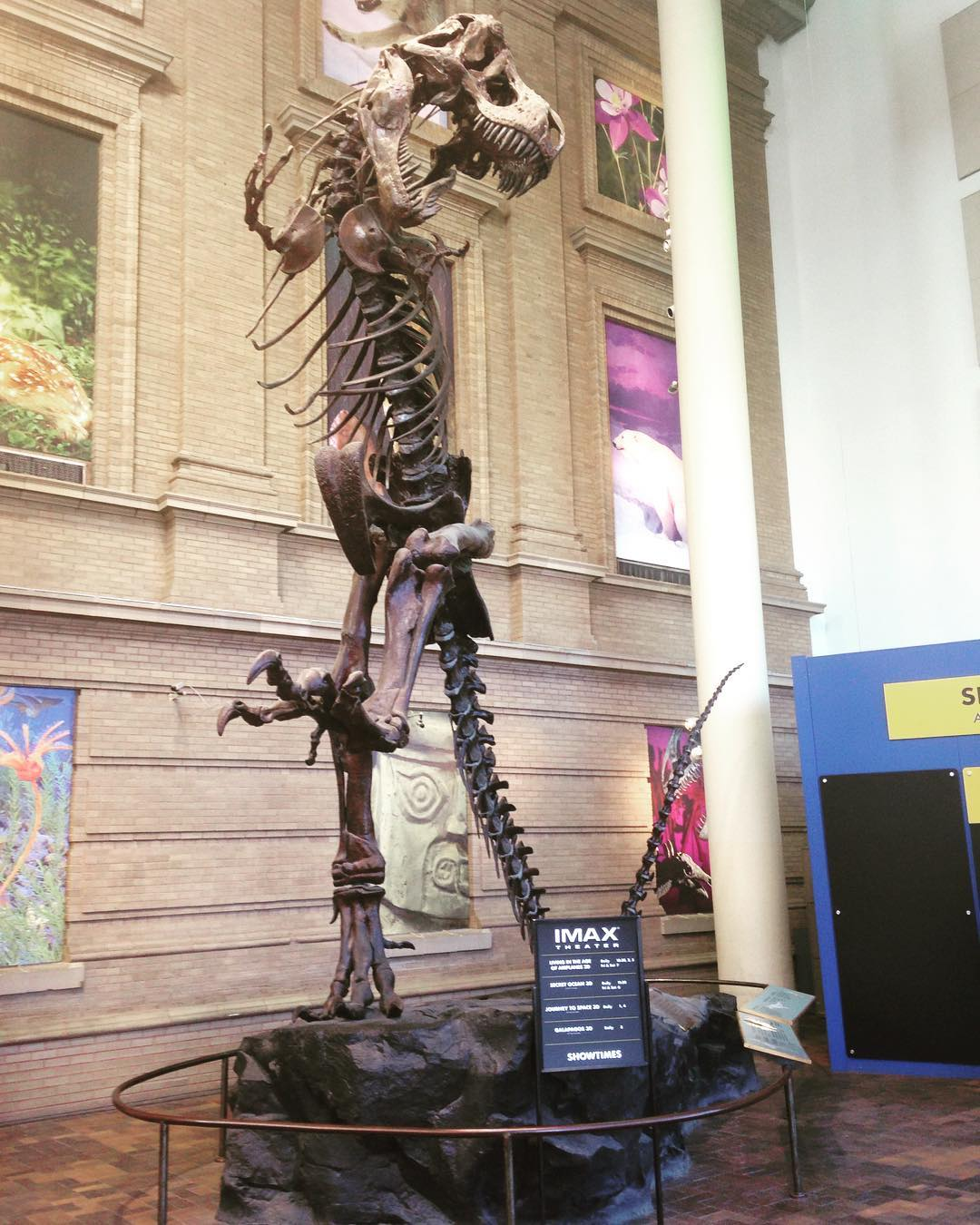
Зразок тиранозавра AMNH 5027, встановлений у «стрибаючій позі» за Робертом Бекером, Денверський музей природи та науки

«Класичне» бачення динозаврів залишалося статус-кво до 1960-х років, коли невелика наукова революція почала змінювати уявлення про динозаврів як про млявих тварин, що волочать хвіст, на активних, рухливих істот. Ця реформація сталася після відкриття дейноніха в 1964 році палеонтологом Джоном Остромом. Опис цього майже повного зразка птахоподібного динозавра, опублікований Остромом у 1969 році, поставив під сумнів уявлення про динозаврів як про холоднокровних, повільних рептилій, натомість виявивши, що чимало з цих тварин, ймовірно, нагадували птахів не лише в історії еволюції та класифікації, але й за зовнішнім виглядом та поведінкою. Художні реконструкції Deinonychus, зроблені його учнем Робертом Томасом Бекером, залишаються знаковими творами так званого «динозаврового ренесансу».
Вплив Бекера на молодих палеохудожників того періоду, таких як Грегорі С. Пол, а також на суспільну свідомість призвів до зміни парадигми сприйняття динозаврів художниками, науковцями та любителями. Малюнки Бекера зображували динозаврів, що стрибають, бігають і атакують, а його новаторська художня творчість супроводжувалася працями з палеобіології, як от його впливовою книгою «Єресі про динозаврів», опублікованою в 1986 році, що тепер вважається класикою. Американський художник-вчений Грегорі Пол, який спочатку працював учнем Бекера в 1970-х роках, став одним з провідних ілюстраторів доісторичних рептилій у 1980-х роках і був описаний деякими авторами як палеохудожник, який, можливо, «визначає сучасне палеомистецтво більше, ніж будь-хто інший». Пол відомий своїм ретельним підходом до палеохудожніх реставрацій, включно з багатоплановими реконструкціями скелета, науково обґрунтованими дослідженнями мускулатури та м'яких тканин, а також увагою до біомеханіки, щоб забезпечити реалістичність поз і ходи своїх моделей.

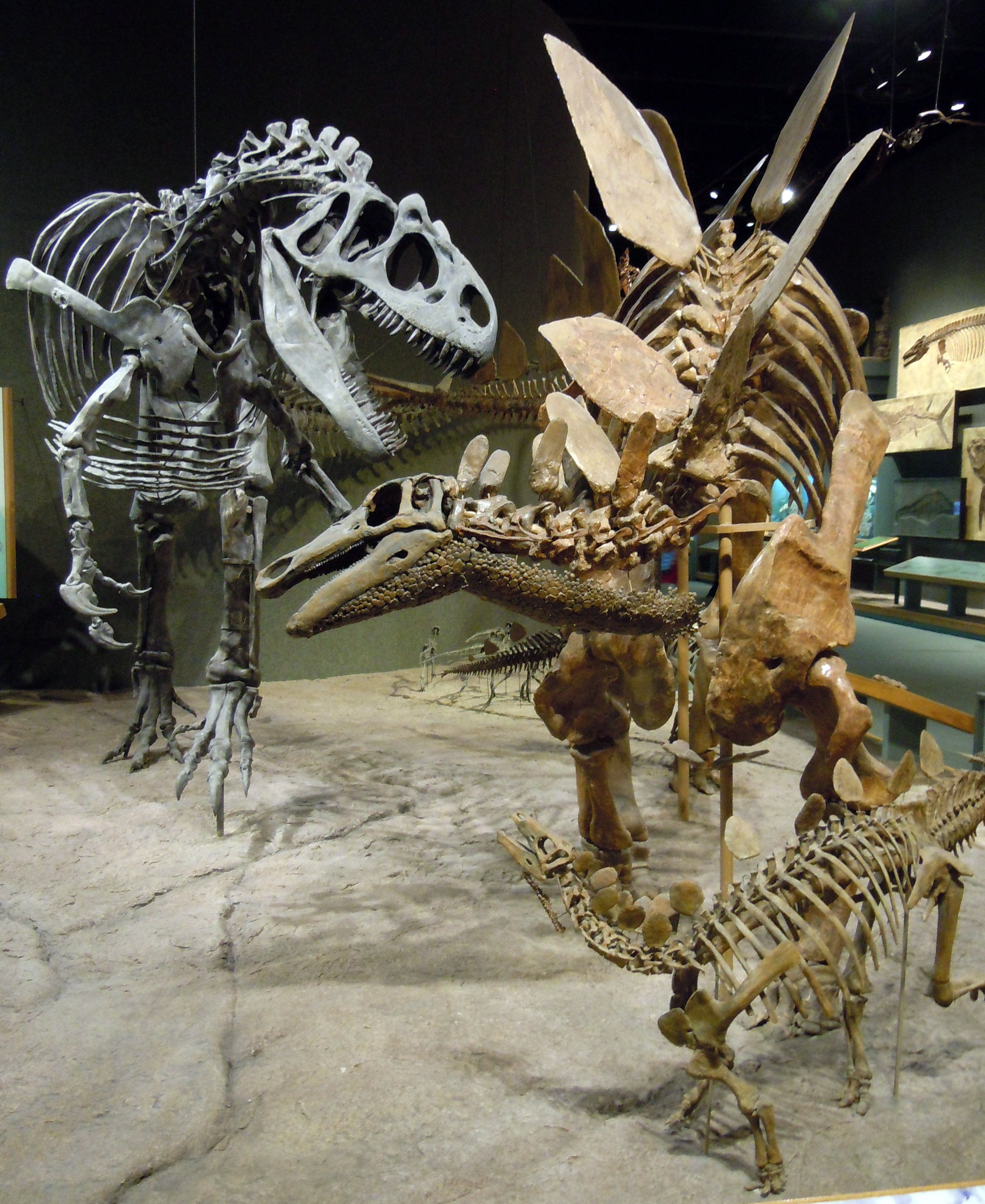
Алозавр атакує стегозавра, по ілюстраціях Грегорі Пола, Денверський музей природи та науки

Остром, Бекер і Пол змінили уявлення про доісторичних тварин як у науці, так і в популярній культурі протягом 1970—1990-х років. Їхній вплив позначився на тому як музеї стали експонувати свої реконструкції викопних тварин по всьому світу і врешті-решт знайшов своє відображення в масовій культурі, з романом 1990 року і фільмом 1993 року «Парк Юрського періоду». Зокрема, Пол допоміг підготувати ґрунт для наступної хвилі палеоарту, і з 1970-х років до кінця ХХ століття палеохудожники, які працювали з «ретельним» підходом, включали таких авторів як Дуглас Гендерсон, Марк Галлетт, Майкл Скрепнік, Вільям Стаут, Елі Кіш, Луїс Рей, Джон Гурч, Боб Волтерс та інших, а також скульпторів, як Браян Кулі, Стівен Черкас та Дейв Томас. Багато з цих художників розробили унікальні стилістичні ніші, не жертвуючи при цьому своїм «ретельним» підходом — наприклад, деталізовані та атмосферні пейзажі Дугласа Гендерсона та яскраві, «екстремальні» зображення Луїса Рея.
Точності в анатомії та художній реконструкції сприяло все більш детальне і складне розуміння цих вимерлих тварин завдяки новим відкриттям та інтерпретаціям, які вивели палеомистецтво на більш об'єктивну територію з точки зору деталізації. Наприклад, «революцію» пернатих динозаврів, якій сприяли безпрецедентні відкриття в провінції Ляонін на півночі Китаю наприкінці 1990 — на початку 2000-х, можливо, передбачила художниця Сара Лендрі, яка намалювала першого пернатого динозавра для статті Бекера в журналі Scientific American в 1975 році.

### Сучасний (і постмодерний) палеоарт (2010–теперішній час)

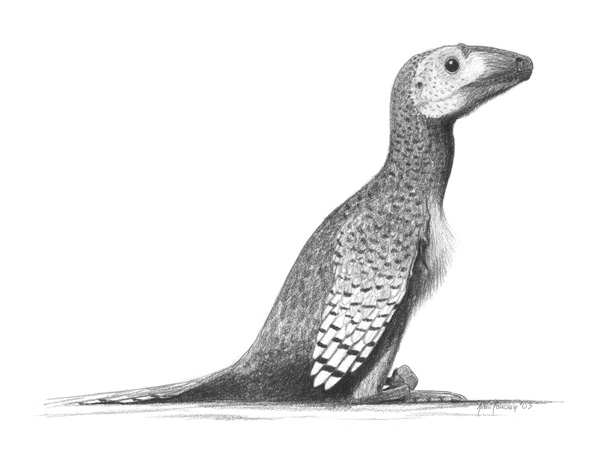
Птахоподібна ілюстрація пернатого дейноніха Джона Конвея, 2006 р.

Перехід до сучасної епохи палеомистецтва був більш поступовим, й існують різні погляди на те, що стало демаркаційною лінією. Віттон (2018) характеризує сучасний рух із появою цифрового мистецтва, а також створенням інтернет-спільноти, яка дала змогу палеохудожникам та ентузіастам об'єднатися в глобальну спільноту, обмінюватися оцифрованими науковими ресурсами з відкритим доступом, та створити глобальну спільноту, яка була безпрецедентною до першого десятиліття 21 сторіччя. Пласт роботи від Ренесансу динозаврів до сучасних творів був показаний у серії артбуків Стіва Вайта «Мистецтво динозаврів: Найвидатніше палеомистецтво світу» (2012) та її «продовження» — «Мистецтво динозаврів II: Передові зразки палеомистецтва» (2017).
Насиченість палеомистецтва усталеними та невигадливими образами, багато з яких були створені палеохудожниками, що працювали в розпал попередньої революції, призвела до підвищення обізнаності та критики повторюваного використання часом застарілих ідей. Це призвело до руху, який характеризується ідеєю, що доісторичних тварин слід зображати з більш різноманітним діапазоном поведінки, середовищ існування, стилів, композицій та інтерпретацій зовнішнього вигляду, але без порушення принципів анатомічної та наукової достовірності, які були встановлені попередньою революцією в палеомистецтві.

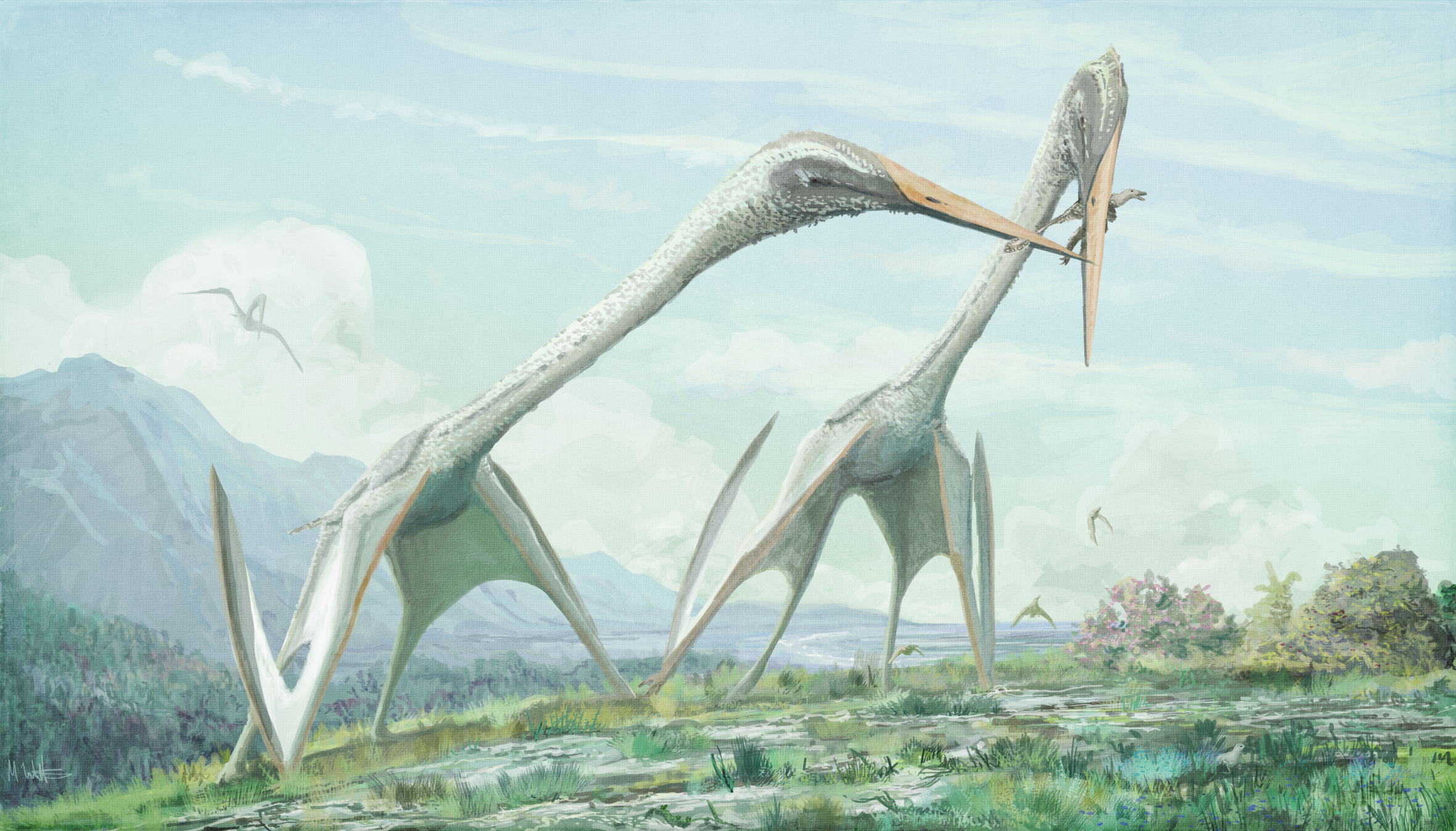
Пара птерозаврів-аждархідів Arambourgiania, Марк Віттон, 2017 р.

Ці ідеї були втілені у книзі 2012 року палеохудожників Джона Конвея та Немо Рамджета (також відомого як C.M. Kosemen) та палеонтолога Даррена Нейша під назвою «Всі вчора: Унікальні та спекулятивні погляди на динозаврів та інших доісторичних тварин» (англ. All Yesterdays). Ця книга і пов'язана з нею незначна зміна парадигми, яку зазвичай називають рухом «всі вчора», стверджували, що краще використовувати науково обґрунтовану «аргументовану спекуляцію» для створення більшого спектра умоглядних, але правдоподібних реконструкцій доісторичних тварин. Конвей та його колеги стверджують, що діапазон зовнішності та поведінки, зображений у палеомистецтві, охоплює лише дуже обмежену палітру того, що є правдоподібним, виходячи з обмежених даних, і що художні підходи до цих зображень стали «надмірно зануреними в традицію». Наприклад, у книзі «Всі вчора» в цьому контексті розглядається маленький чотирикрилий дромеозавр мікрораптор. Цей динозавр, описаний у 2003 році, був зображений незліченною кількістю палеохудожників як «дивний, схожий на дракона пернатий глайдер з мордою рептилії». Ілюстрація мікрораптора Конвея у «Всі вчора» намагається збудувати зовнішність тварини «з нуля», без впливу популярних реконструкцій, натомість зображуючи її як натуралістичну, схожу на птаха тварину, що сидить у своєму гнізді.

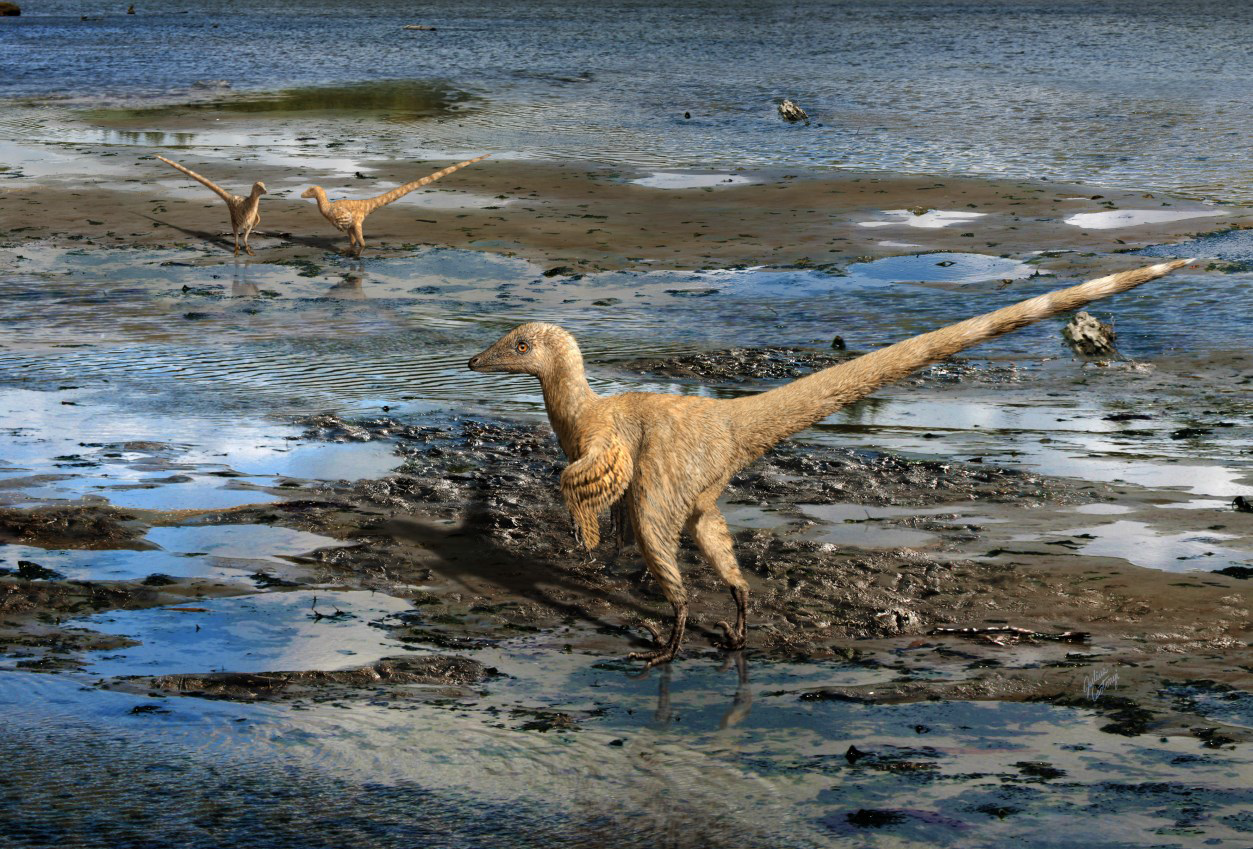
Реконструкція дромаозавра IVPP V22530, Юліус Т. Чотоні, 2015 р.

До сучасних палеохудожників рухів «всі вчора» та «анатомічної ретельності» відносяться Джейсон Брогем, Марк Галлетт, Скотт Хартман, Боб Ніколс, Емілі Віллоубі та Марк П. Віттон. Інші автори погоджуються, що сучасний рух палеоарту включає в себе елемент «виклику традиціям та статус-кво», і що палеоарт «вступив у свою експериментальну фазу» на зорі 21-го століття.
Дослідження 2013 року показало, що ранній палеоарт все ще мав вплив на популярну культуру ще довго після того, як нові відкриття зробили його застарілим. Це пояснювалося культурною інерцією. У статті 2014 року Марк Віттон, Даррен Нейш та Джон Конвей окреслили історичне значення палеоарту та розкритикували надмірну залежність від кліше та «культуру копіювання», які, на їхню думку, були проблематичними в цій галузі на той час. Вважається, що ця тенденція до копіювання «мемів», створених і поширених іншими в цій галузі, стала стимулом для руху «всі вчора», який повернув оригінальність у палеомистецтво.

## Видатні палеохудожники

### Палеохудожники минулого (до Ренесансу динозаврів)

#### Художники
- Генрі де ла Беш[en] (1796—1855)
- Джон Мартін (1789—1854)
- Едвард Ньюман (1801—1876)
- Сер Річард Оуен (1804—1892)
- Бенджамін Уотерхаус Хокінс[en] (1807—1894)
- Фердинанд фон Гохштеттер[en] (1829—1884)
- Отніел Чарльз Марш (1831—1899)
- Шарль Амеде Форестьє[en] (1854—1930)
- Генріх Гардер (1858—1935)
- Герхард Гейльман[en] (1859—1946)
- Джозеф М. Ґлісон (1861—1917)
- Еліс Б. Вудворд[en] (1862—1951)
- Ернест Унтерманн (1864—1956)
- Вільям Діллер Метью (1871—1930)
- Чарльз Р. Найт[en] (1874—1953)
- Отеніо Абель (1875—1946)
- Джеймс Е. Аллен (1894—1964)
- Олексій Бистров (1899—1959)
- Зденек Буріан (1905—1981)
- Рудольф Цаллінгер[en] (1919—1995)

#### Скульптори
- Бенджамін Уотерхаус Хокінс (1807—1894)
- Річард Свонн Лалл[en] (1867—1957)
- Чарльз В. Гілмор[en] (1874—1945)
- Василь Ватагін[en] (1883—1969)
- Михайло Герасимов (1907—1970)

### Сучасні палеохудожники (після Ренесансу динозаврів)

#### 2D художники
- Елі Кіш[en] (1924—2014)
- Джей Маттернс (нар. 1933)
- Роберт Т. Бекер[en] (нар. 1945)
- Дуглас Гендерсон (нар. 1949)
- Джон Сіббік (нар. 1949)
- Вільям Стаут[en] (нар. 1949)
- Джон Гурч[en] (нар. 1951)
- Ян Совак (нар. 1953)
- Грегорі С. Пол (нар. 1954)
- Пітер Труслер (нар. 1954)
- Луїс Рей (нар. 1955)
- Вейн Барлоу (нар. 1958)
- Джеймс Ґарні[en] (нар. 1958)
- Карен Карр (нар. 1960)
- Мауріціо Антон (нар. 1961)
- Стів Вайт[en] (нар. 1964)
- Нобу Тамура (нар. 1966)
- Давіде Бонадонна (нар. 1968)
- Велізар Сімеоновскі (нар. 1968)
- Даррен Нейш (нар. 1975)
- Роберт Ніколс (нар. 1975)
- Сергій Красовський (нар. 1975)
- Андрій Атучин (нар. 1980)
- Джон Конвей (нар. 1981)
- Мехмет Коземен (нар. 1984)
- Даніель Дюфо[en] (нар. 1988-89)
- Тодд Маршалл (нар. 1998)
- Майкл Скрепник
- Марк П. Віттон

#### 3D художники
- Девід Ренкін (нар. 1946)
- Стівен Черкас[en] (1951—2015)
- Брайан Кулі (нар. 1956)
- Пол Серено (нар. 1957)
- Девід Кренц

## Галерея

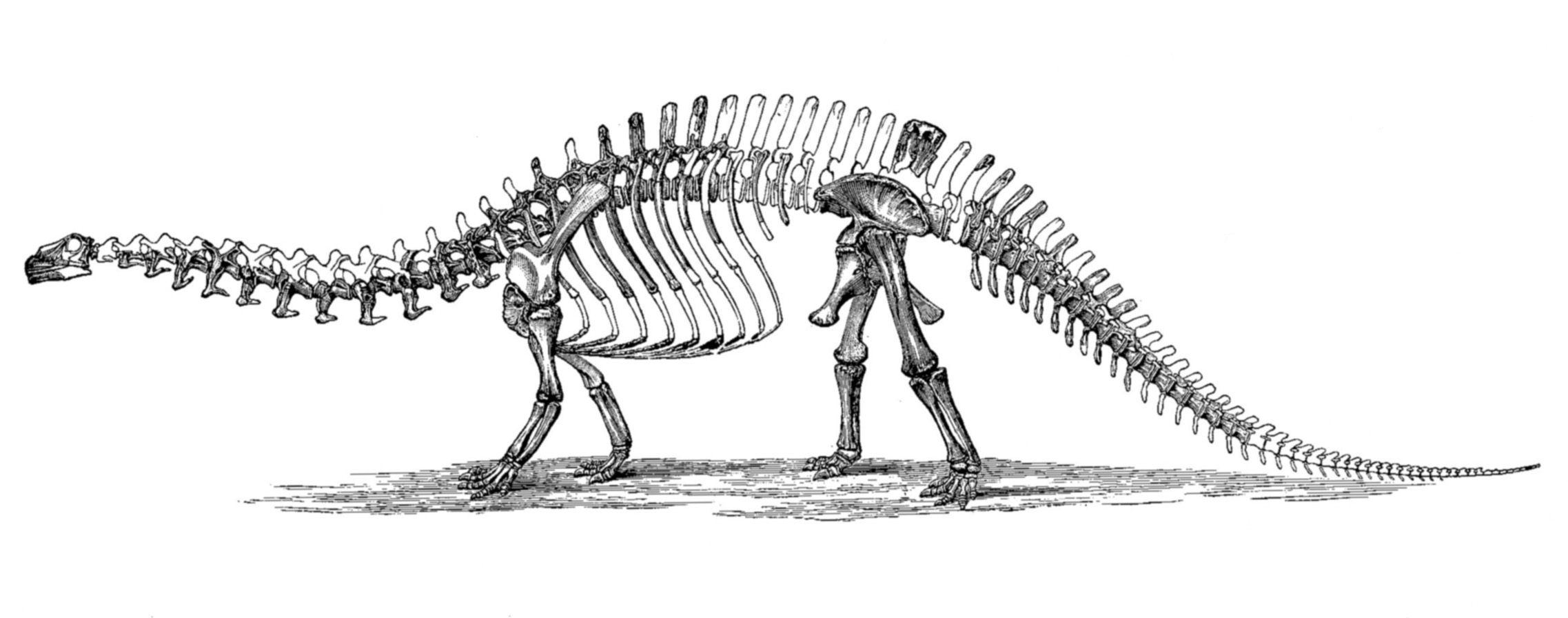
Реставрація скелета Brontosaurus excelsus, Отніел Чарльз Марш, 1896 р.
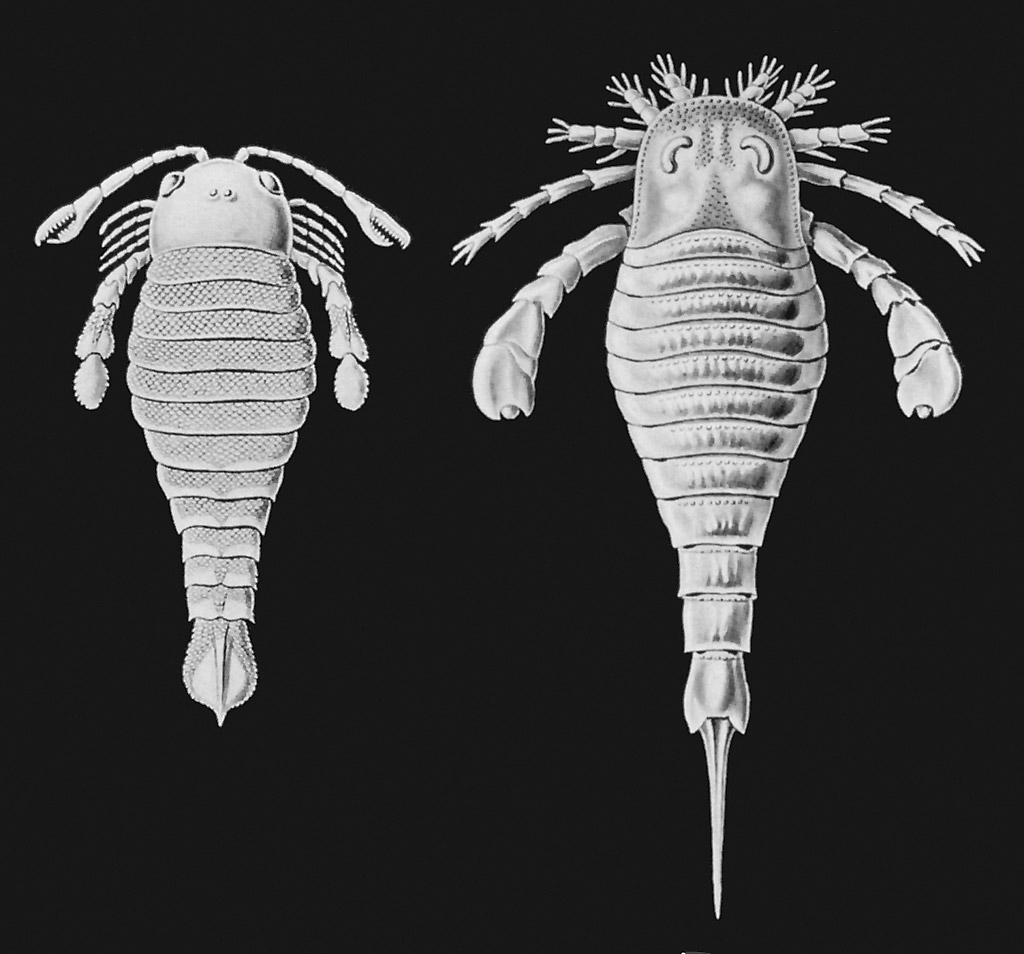
Евриптериди, Ернст Гекель, 1914 р.
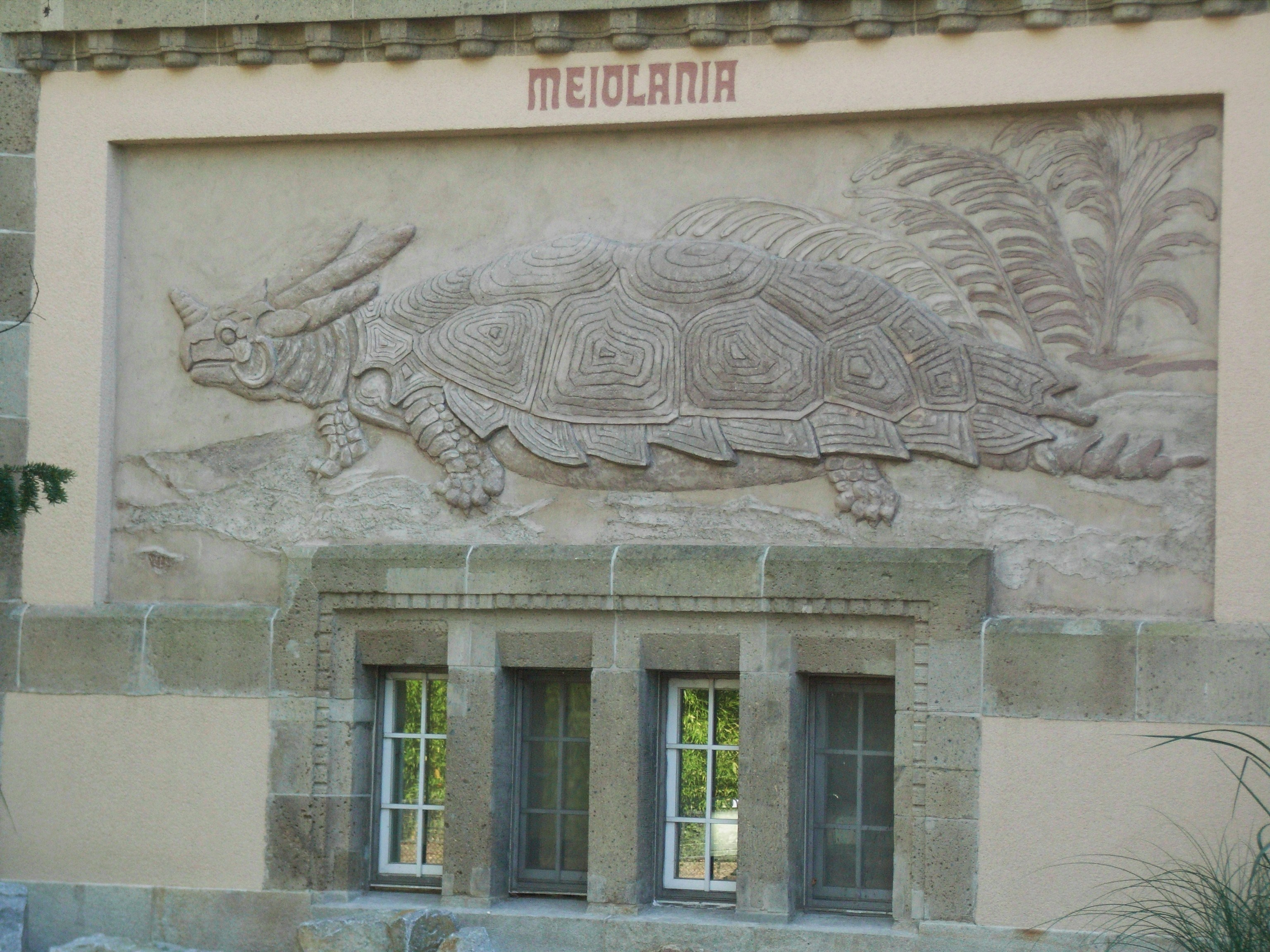
Рельєф ніоламії Генріха Гардера, бл. 1916 р.
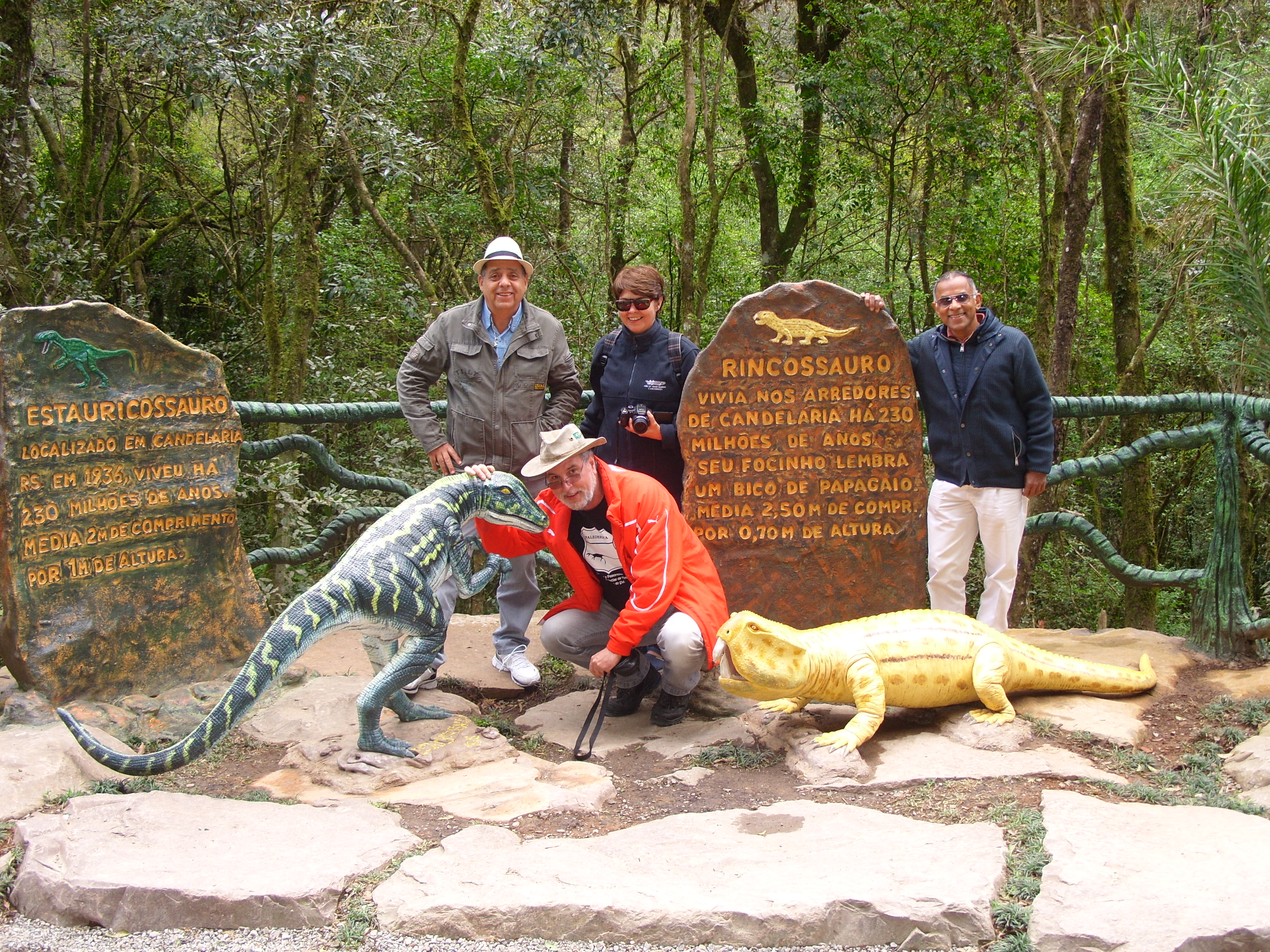
Стаурікозавр і ринхозавр — тварини геопарку «Paleorrota», створені палеохудожником Кловісом Даппером
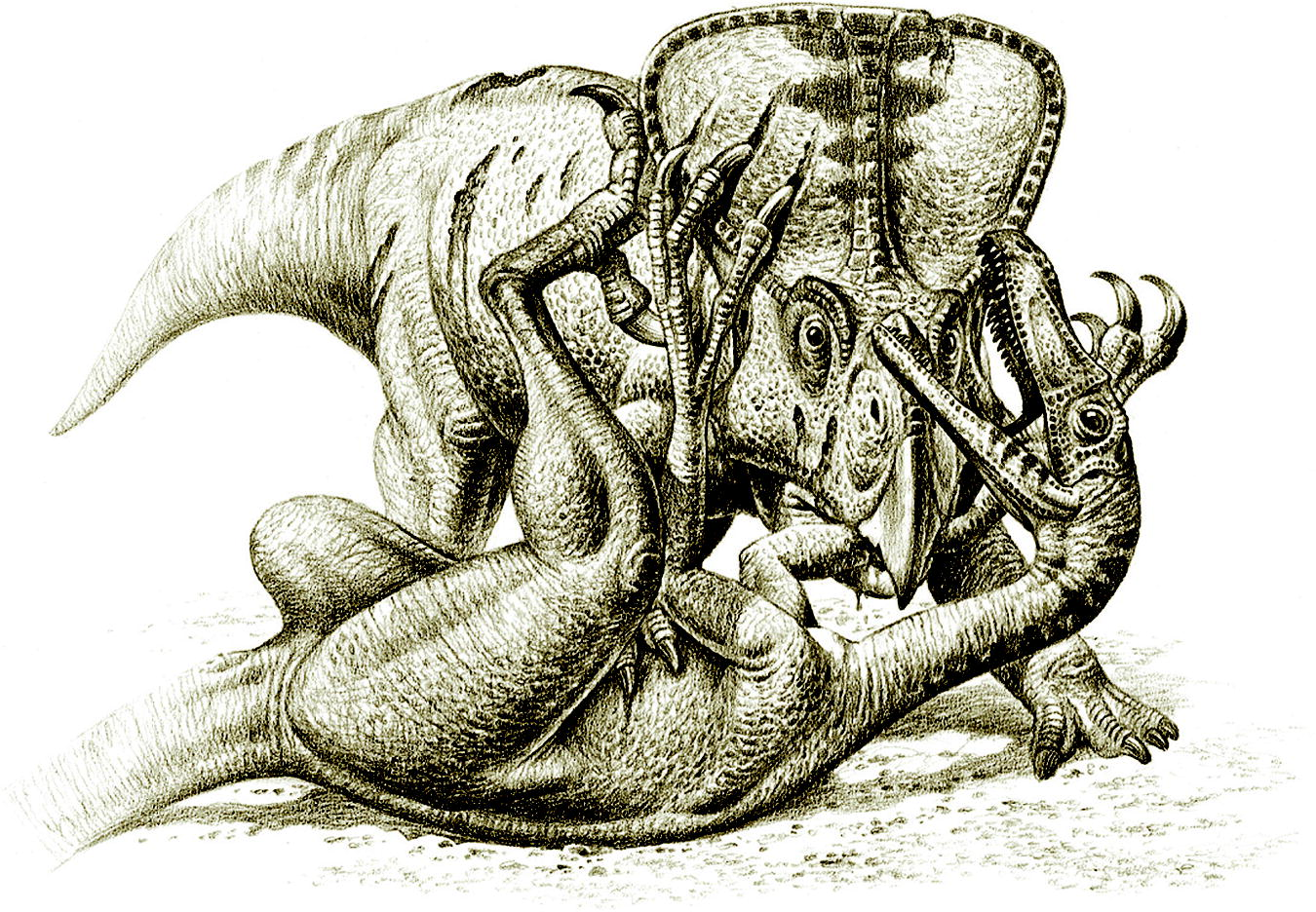
Велоцираптор і протоцератопс зійшлися в смертельній боротьбі, Рауль Мартін, 2003 р.
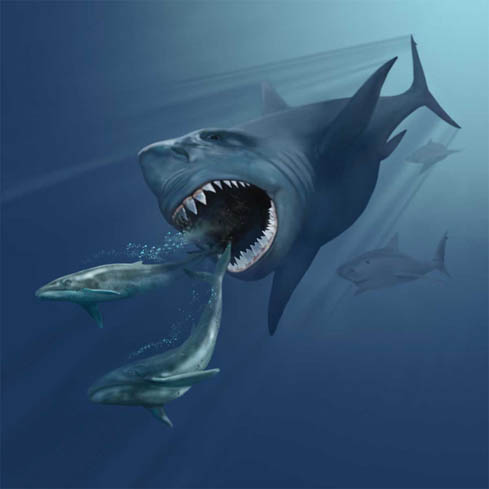
Мегалодон переслідує двох китів Eobalaenoptera, Карен Карр
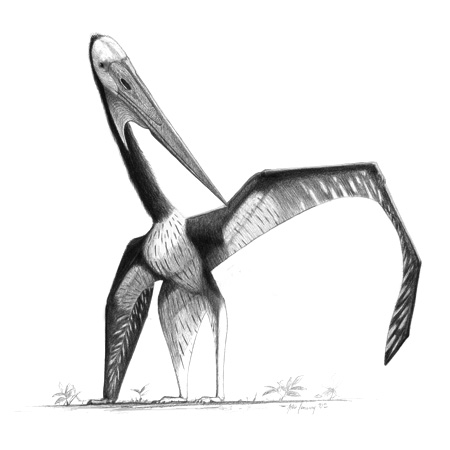
Zhejiangopterus linhaiensis[en] Джона Конвея, 2006 р.
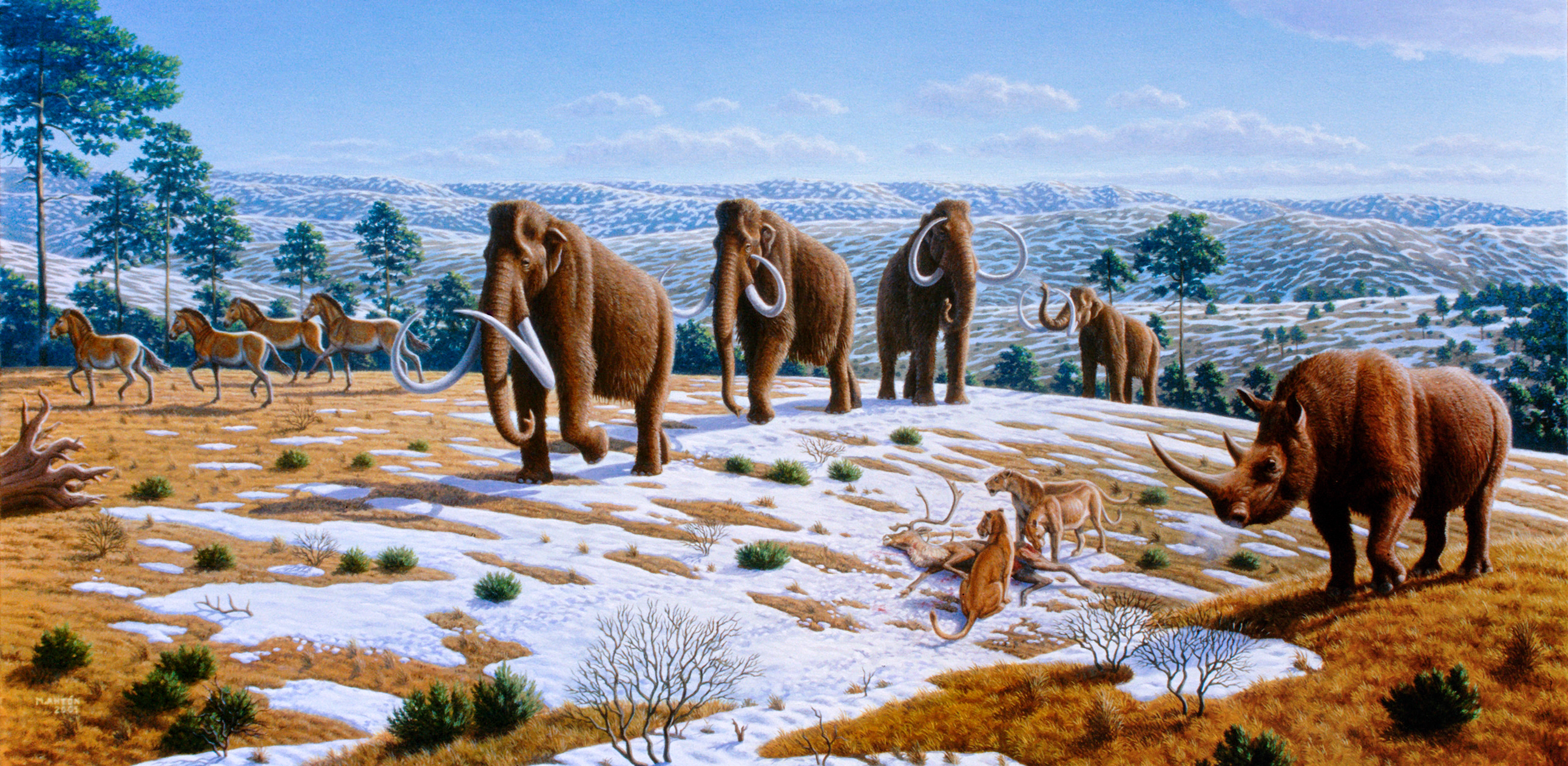
Фауна льодовикового періоду, Маурісіо Антон, 2008 р.
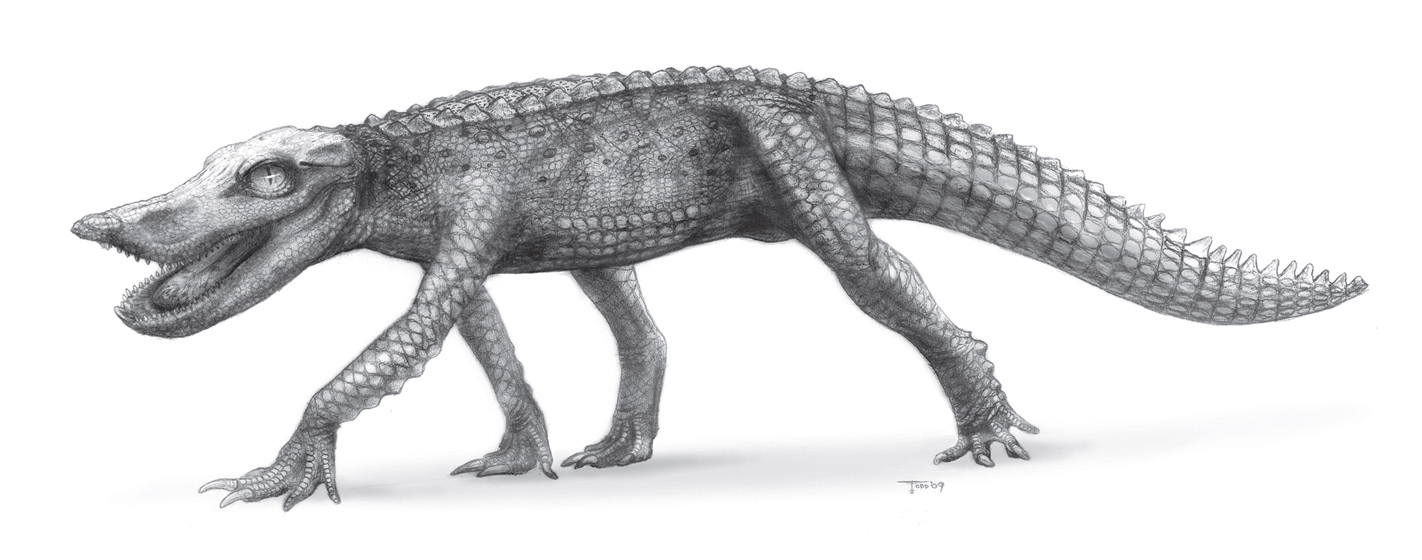
Реконструкція анатосухуса Тодда Маршалла, 2009 р.
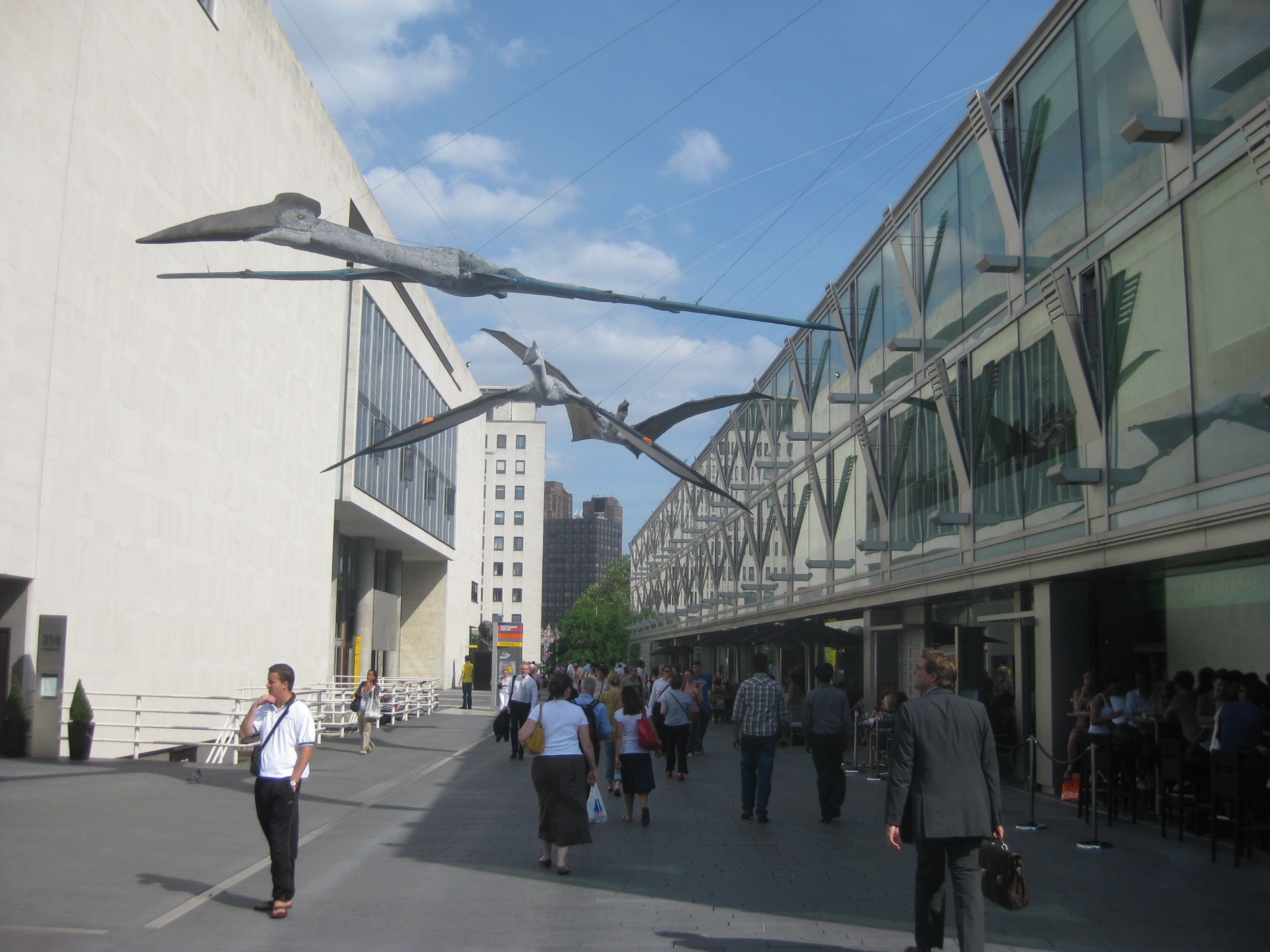
Моделі кецалькоатля в Саут-Бенку, створені Марком П. Віттоном до 350-річчя Королівського товариства, 2010 р.
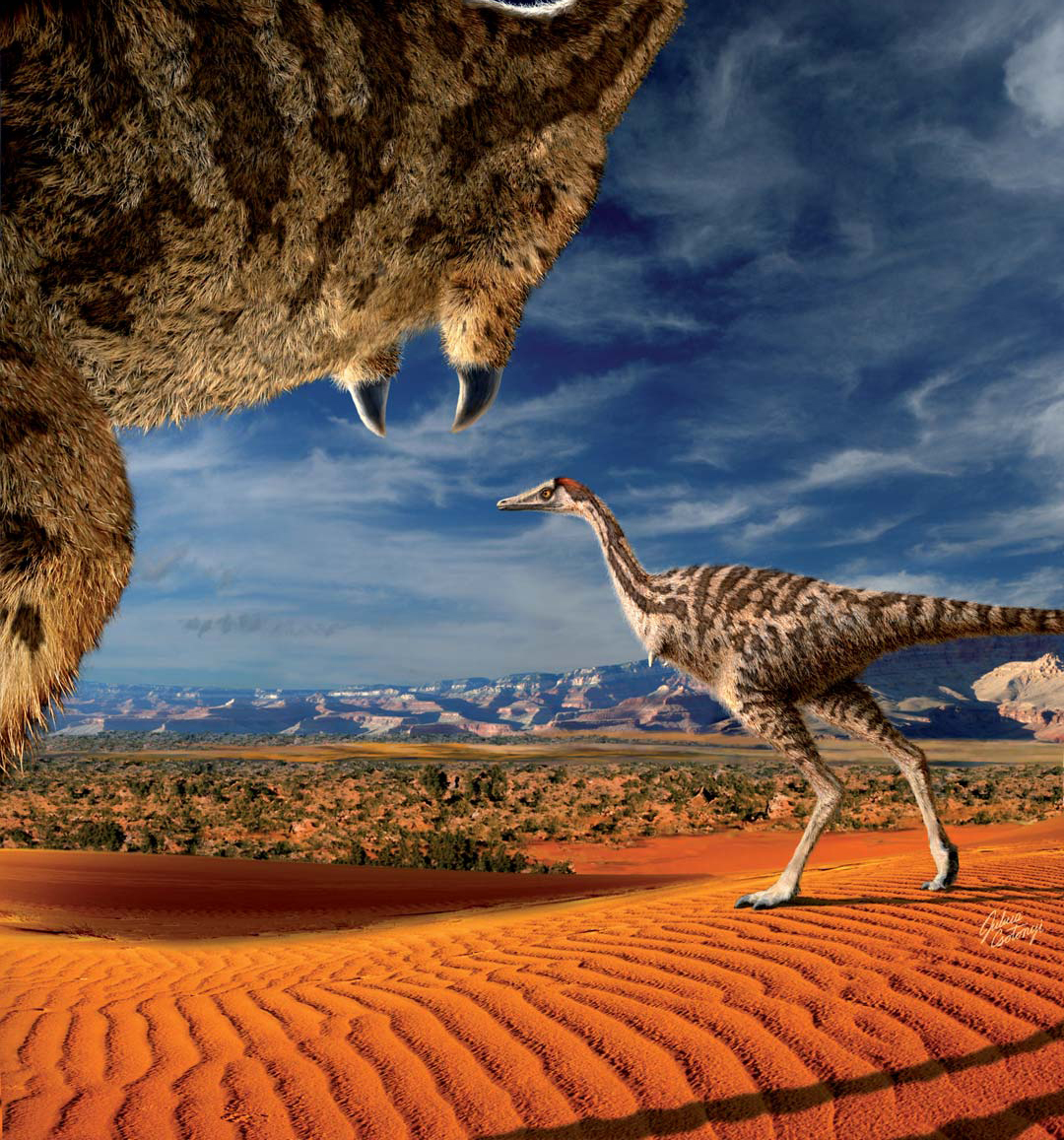
Реконструкція лінхеникуса Юліусом Чотоні, 2012 р.
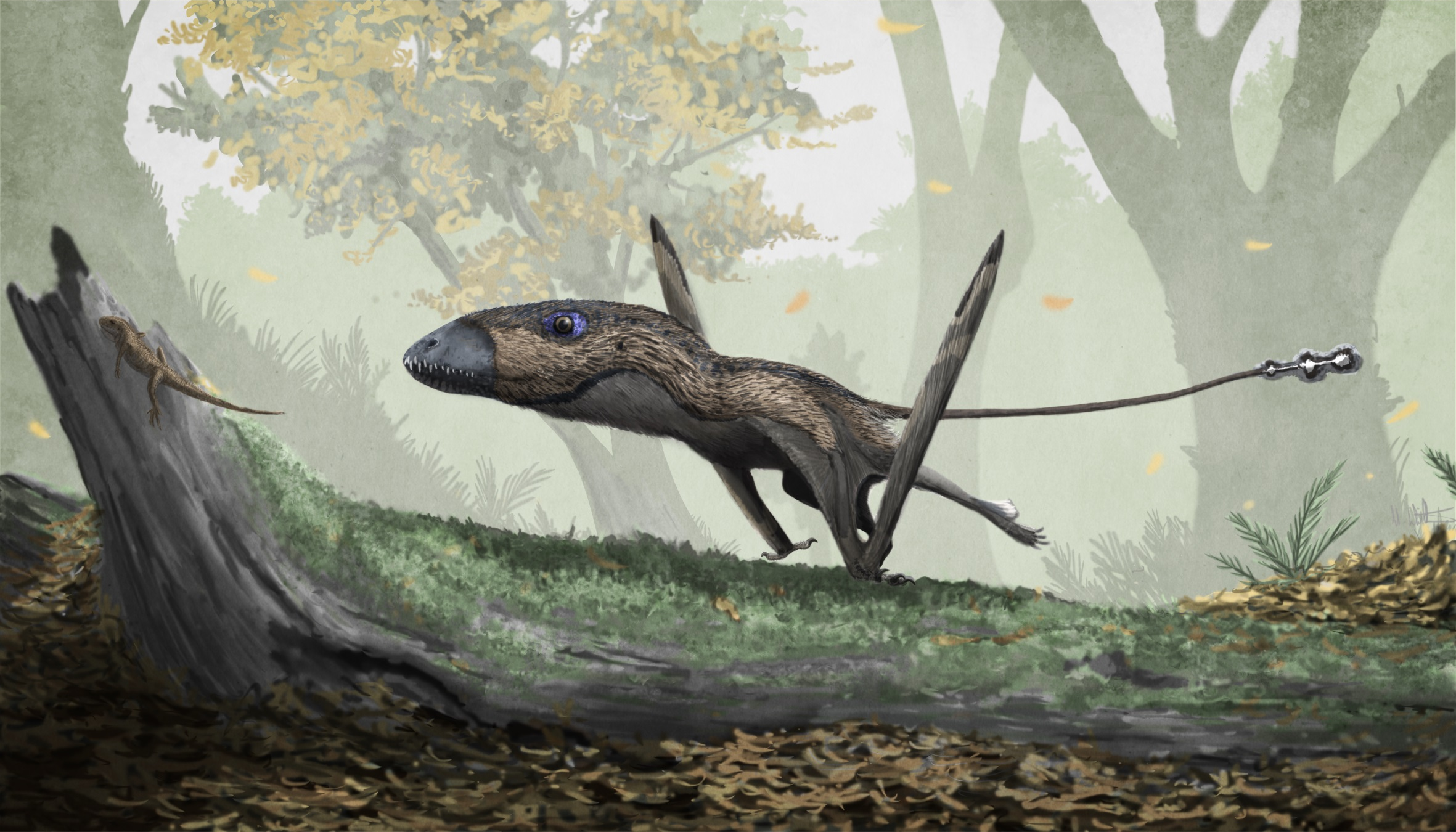
Реконструкція диморфодона Марком П. Віттоном, 2015 р.
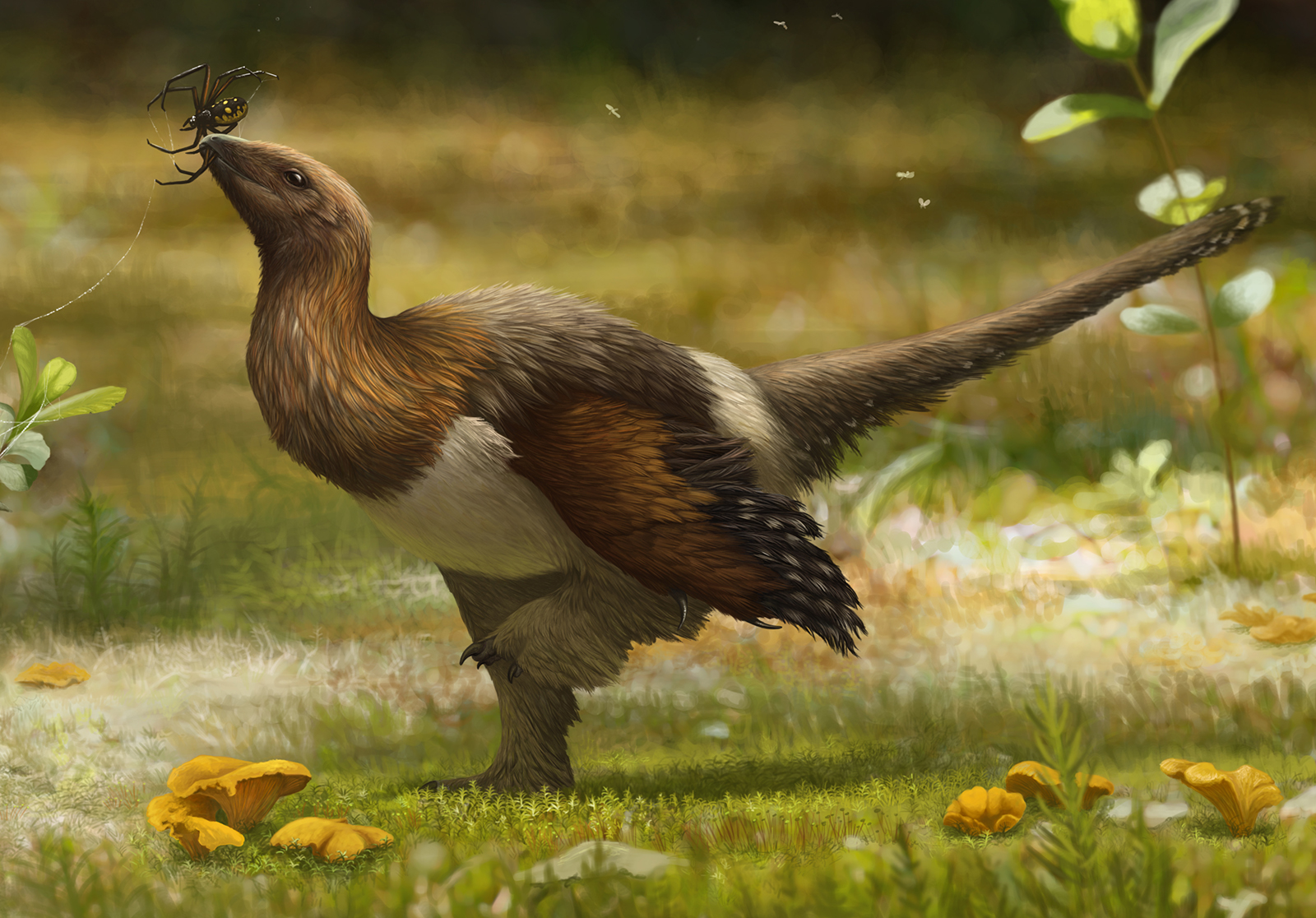
Реконструкція серікорніса Емілі Віллоубі, 2017 р.